# Stiftung für Sozialgeschichte des 20. Jahrhunderts
Die Stiftung für Sozialgeschichte des 20. Jahrhunderts wurde 1984 in Hamburg als Dokumentationsstelle für NS-Sozialpolitik von u. a. Angelika Ebbinghaus und dem Arzt Karl Heinz Roth gegründet.
Vorher war 1983 von Gruppierungen, die die Medizingeschichte des Nationalsozialismus und die nationalsozialistische Sozialpolitik erforschen wollten, als bundesweites Vorhaben ein „Verein zur Erforschung der nationalsozialistischen Gesundheits- und Sozialpolitik“ mit dem damaligen Sitz Hamburg gegründet worden. Dieser gab die Zeitschrift Beiträge zur nationalsozialistischen Gesundheits- und Sozialpolitik heraus. Die Herausgeber trennten sich bald und diese Zeitschrift wurde von einer Gruppe des Vereins um Götz Aly weiter – aber nun in Berlin – herausgegeben. Die Zeitschrift existiert unter neuer Herausgeberschaft noch heute als BGNS im Wallstein Verlag.
Die verbliebene Hamburger Gruppe gründete 1985 die o.a. angegebene Dokumentationsstelle. Mit finanzieller Hilfe von Jan Philipp Reemtsmas Hamburger Stiftung zur Förderung von Wissenschaft und Kultur wurde ein wissenschaftliches Forschungsinstitut aufgebaut und zahlreiche Forschungsvorhaben realisiert. Der erste Standort war die Rentzelstrasse in Hamburg. Im Sommer 1986 zog die Dokumentationsstelle in den Mittelweg 36 in das Haus des Hamburger Instituts für Sozialforschung. Zu dieser Zeit wurde sie zur Hamburger Stiftung für Sozialgeschichte des 20. Jahrhunderts umgegründet. Erster Vorsitzender der Stiftung war von 1986 bis heute Karl Heinz Roth. Die Stiftung wurde 6 Jahre zum großen Teil durch die Hamburger Stiftung zur Förderung von Wissenschaft und Kultur gefördert und bezog 1991 eigene Räumlichkeiten im Mont-Blanc Haus an der Schanzenstrasse in Hamburg. Mitte bis Ende der 1990er Jahre zog die Stiftung nach Bremen.
Vorstandsmitglieder sind 2017 Angelika Ebbinghaus, Karl Heinz Roth und Marcel van der Linden.
Die Stiftung gab von 1986 bis 2002 die Zeitschrift 1999 – Zeitschrift für Sozialgeschichte des 20. und 21. Jahrhunderts heraus. Von 2003 bis Ende 2007 erschien die Druckausgabe unter dem neuen Namen Sozial.Geschichte – Zeitschrift für historische Analyse des 20. und 21. Jahrhunderts. 2009 begann die digitale Ausgabe unter dem Titel Sozial.Geschichte Online.